# Sphrageidus subnigra
Sphrageidus subnigra är en fjärilsart som beskrevs av Moore 1879. Sphrageidus subnigra ingår i släktet Sphrageidus och familjen tofsspinnare. Inga underarter finns listade i Catalogue of Life.